# Spirale di Teodoro

La spirale di Teodoro costruita fino al triangolo di ipotenusa come originariamente fece Teodoro di Cyrene.

In geometria, la spirale di Teodoro (chiamata anche spirale pitagorica) è una spirale formata da triangoli rettangoli posti ognuno con l'ipotenusa sovrapposta al cateto maggiore del seguente. È detta così in onore di Teodoro di Cirene.

## Storia
Sebbene tutta l'opera di Teodoro sia andata perduta, Platone ha inserito Teodoro nel suo dialogo Teeteto, dove racconta della sua opera. Si presume che Teodoro abbia dimostrato che tutte le radici quadrate degli interi non quadrati da 3 a 17 sono irrazionali escludendo ovviamente (4, 9 e 16) proprio mediante la Spirale di Teodoro.
Platone non attribuisce l'irrazionalità della radice quadrata di 2 a Teodoro, poiché ben nota già prima di lui. Teodoro e Teeteto dividono tuttavia i numeri razionali e i numeri irrazionali in due diverse categorie.
Platone si chiede perché Teodoro si sia fermato al triangolo con l'ipotenusa di {\displaystyle {\sqrt {17}}}: si ritiene che il motivo sia che quello è l'ultimo triangolo che, come si vede dall'immagine in alto, non si sovrappone alla figura.
Nel 1958, Erich Teuffel dimostrò che la direzione di nessuna ipotenusa coinciderà mai, indipendentemente da quanto la spirale sia continuata. Inoltre, se qualunque cateto di lunghezza 1 venisse esteso in una retta questa non passerà mai attraverso nessuno degli altri vertici dei triangoli della figura.

## Costruzione
La costruzione inizia da un triangolo rettangolo isoscele, con entrambi i cateti di lunghezza unitaria. Si forma quindi un altro triangolo rettangolo che ha per cateto l'ipotenusa del triangolo precedente (quindi di lunghezza pari a {\displaystyle {\sqrt {2}}}) e l'altro cateto avente sempre lunghezza uguale a 1; la lunghezza dell'ipotenusa di questo secondo triangolo è quindi {\displaystyle {\sqrt {3}}}. Il processo quindi si ripete; il triangolo n-esimo nella sequenza è un triangolo rettangolo con i cateti rispettivamente pari a {\displaystyle {\sqrt {n}}} e 1, e con ipotenusa pari a {\displaystyle {\sqrt {n+1}}}. Ad esempio, il sedicesimo triangolo ha i lati che misurano 4 (= {\displaystyle {\sqrt {16}}}), 1 e {\displaystyle {\sqrt {17}}}.

La sezione triangolare ennesima della spirale

## Proprietà

Spirale di Teodoro colorata ed estesa con 110 triangoli

Estendendo all'infinito la costruzione della spirale di Teodoro si rivelano le seguenti caratteristiche.

### Rateo di crescita
Se φn è l'n-esimo angolo del triangolo (o segmento di spirale), allora:
{\displaystyle \tan \left(\varphi _{n}\right)={\frac {1}{\sqrt {n}}}.}
Pertanto, la crescita dell'angolo φn del prossimo triangolo n è:
{\displaystyle \varphi _{n}=\arctan \left({\frac {1}{\sqrt {n}}}\right).}
La somma degli angoli dei primi k triangoli è chiamata angolo totale φ(k) per il k-esimo triangolo. Questo angolo totale cresce proporzionalmente alla radice quadrata di k, con termine un limitato di correzione c2:
{\displaystyle \varphi \left(k\right)=\sum _{n=1}^{k}\varphi _{n}=2{\sqrt {k}}+c_{2}(k)}
dove
{\displaystyle \lim _{k\to \infty }c_{2}(k)=-2.157782996659\ldots }
La crescita del raggio della spirale in un certo triangolo n avviene secondo la formula
{\displaystyle \Delta r={\sqrt {n+1}}-{\sqrt {n}}.}

## Approssimazione
La Spirale di Teodoro approssima la spirale di Archimede. Così come la distanza tra due avvolgimenti della spirale di Archimede è uguale alla costante matematica π, anche nella spirale di Teodoro, con il tendere all'infinito del numero di giri, la distanza tra due avvolgimenti consecutivi si avvicina rapidamente a π.
La seguente è una tabella che mostra due avvolgimenti della spirale che si avvicinano a π:
| Avvolgimento n.: | Distanza di avvolgimento media calcolata | Precisione della distanza media di avvolgimento rispetto a π |
| ---------------- | ---------------------------------------- | ------------------------------------------------------------ |
| 2                | 3.1592037                                | 99,44255%                                                    |
| 3                | 3.1443455                                | 99,91245%                                                    |
| 4                | 3.14428                                  | 99,91453%                                                    |
| 5                | 3.142395                                 | 99,97447%                                                    |
| → ∞              | →                                        | → 100%                                                       |

Come mostrato, dopo solo il quinto avvolgimento, la distanza è un'approssimazione accurata del 99,97% a π.

## Interpolazione
La domanda su come interpolare i punti discreti della spirale di Teodoro con una curva liscia fu proposta e risolta da Davis nel 2001 in analogia con la formula Eulero per la funzione gamma usata come interpolazione per la funzione fattoriale. Davis ha trovato la funzione
{\displaystyle T(x)=\prod _{k=1}^{\infty }{\frac {1+i/{\sqrt {k}}}{1+i/{\sqrt {x+k}}}}\qquad (-1<x<\infty )}
che è stato ulteriormente studiata dal suo studente Leader e da Iserles (in appendice al libro di Davis: Spiral from Theodorus to Chaos). Una caratterizzazione assiomatica di questa funzione è quella di essere l'unica funzione che soddisfa:
- l'equazione funzionale

{\displaystyle f(x+1)=\left(1+{\frac {i}{\sqrt {x+1}}}\right)\cdot f(x)},
- la condizione iniziale {\displaystyle f(0)=1},
- la monotonicità nell'argomento che nel modulo.

Una continuazione analitica della forma continua di Davis riguardo all'estensione in direzione opposta all'origine della spirale è data da Harv Waldvogel nel 2009.
Nella figura i nodi della spirale di Teodoro originale (discreta) sono mostrati come piccoli cerchi verdi. Quelli blu sono quelli aggiunti nel senso opposto della spirale.
Nella figura sono numerati solo i nodi {\displaystyle n} con il valore intero del raggio polare {\displaystyle r_{n}=\pm {\sqrt {|n|}}}.
Il cerchio tratteggiato nell'origine delle coordinate {\displaystyle O} è il cerchio di curvatura in {\displaystyle O}.

Interpolazione analitica della Spirale di Teodoro secondo il metodo di Davis (inclusa l'estensione in direzione opposta all'origine con nodi di numeri negativi.